# بوكيمون سورد وشيلد
 بوكيمون سورد آند شيلد باللغة اليابانية ポケットモンスター_ソード・シールド والتي تعرب الي بوكيتو مونستا سودو شيردو والتي تعني حرفياً وحوش الجيب الدرع والسيف هي لعبة من ألعاب الفيديو القادمة التي تم تطويرها بواسطة جيم فريك ونشرتها شركة ذا بوكيمون كومباني ونينتندو لصالح منصة نينتندو سويتش. ستكون أول سلسلة ألعاب رئيسية في الجيل الثامن من سلسلة العاب البوكيمون. من المقرر إطلاق الألعاب في جميع أنحاء العالم في أواخر عام 2019.

## طريقة اللعب
اعتباراً من مارس 2019 تم إصدار تفاصيل قليلة عن اللعبة. ومع ذلك، من المتوقع على نطاق واسع أن يكون للعبة طريقة لعب مماثلة في السلاسل السابقة ‏.
و على غرار العديد من الإدخالات السابقة في امتياز بوكيمون، يبدأ اللاعب باختيار بين شخصيتين فيكتور أو جلوريا في رحلة ليصبح أقوى مدرب في منطقة جالار يبدأ كمبتدئ إلى جانب جارته ومنافسه هوب ホップ، ينتقي اللاعب واحدة من البوكيمونات الثلاثة الابتدائية من البروفيسورة مانغوليا マグノリア博士 البروفيسورة المحلية. بعد تلقي خطاب تصديق من البطل لايون ダンデ بطل دوري جالار للبوكيمون للمشاركة في الدوري ويدخلون في مواجهة مع قادة الصالات الرياضية في كل بلدة، بما في ذلك اليستيرオニオン (اونيون) وبيا サイトウ (سايتو) ونيسا ルリナ (لولينا) وميلو ヤロー (يارو) ويجمع اللعب الشارات بهدف إلى المشاركة في كأس البطولة تعرض صالات الألعاب الرياضية قوة جديدة تسمي الديناماكس ダ イ マ ッ ク ス وهي عبارة عن قوة تسمح للبوكيمون بمضاعفة حجمه وقوته وإعطاءه قوة تسمي القوة القصوي للضربة أو حماية.... الخ ولكن لفترة مؤقتة وهذه القوة تحتاج لأداة تسمى ديناماكس باند ダイマックスバンド وهي أداة مشابهة للزاد رينج والزاد باور رينج من سلسلة الشمس والقمر وشمس فائقة وقمر فائق، الذي ينفذه رئيس دوري جالار للبوكيمون روز.

## التعريف باللعبة
تجري أحداث اللعبة في منطقة جالار، وهي مساحة كبيرة وضيقة من الأرض، وواحدة من العديدة من المناطق في عالم البوكيمون. يبدو أن المنطقة نفسها ومعالمها العديدة مستوحاة بشدة من بريطانيا العظمى، مثل برج الساعة وقصر يشبه ساعة بيج بن و قصر وستمنستر، ونصب تذكاري على التلال يشبه نصب سيرن عباس العملاق ‏.

## تطوير
تم الإعلان عن الألعاب أصلاً من خلال رسالة خاصة من رئيس شركة بوكيمون تسونكازو إيشيهارا خلال عرض نينتندو في معرض الترفيه الإلكتروني 2017، حيث ذكرت إيشيهارا أن جيم فريك تعمل على لعبة بوكيمون جديدة لمنصة نينتندو سويتش، لكنها لن تصدر لأكثر من عام.
خلال مؤتمر صحفي عقدته شركة بوكيمون كومباني في اليابان في 30 مايو 2018، أكد جوناتشي ماسادا أن لعبة بوكيمون الجديدة من السلسلة الجديدة ستصدر على منصة نينتندو سويتش في النصف الثاني من عام 2019. أكد إيشيهارا أيضًا أن العنوان القادم لن يكون له تأثير مثل بوكيمون غو أو هيا بنا بيكاتشو ودعنا نذهب، ايفي! ‏ كان، وأنه سيطرح العديد من رسومات بوكيمون جديدة ورسومات «مصقولة».

## إطلاق اللعبة
تم كشف النقاب عن اللعبة بالكامل في عرض تقديمي خاص بـ نينتدو دايركت في 27 فبراير 2019، يقدم منطقة اللعبة والبكيمونات البدائية في اللعبة 3 بوكيمونات.
غرووكي サ ル ノ リ سارينوري هو بوكيمون بدائي من النوع العشبي، وهو بوكيمون سعالي (يشبه قرود الشمبانزي نوعا ما).
سكورباني ヒ バ ニ ー هيباني بوكيمون من النوع ناري بدائي، وهو بكيمون أرنبي.
و ثالث واحد تم الإعلان عنه هو سوبلي メ ッ ソ ン ميسون بوكيمون من النوع المائي، وهو بوكيمون حربائي.
تزامن العرض التقديمي مع يوم بوكيمون، وهو احتفال من المعجبين بوكيمون في ذكرى الإصدار الياباني للعبة بوكيمون الأحمر والأخضر.

## شخصيات اللعبة

### 1- الابطال
فيكتور まさる ماسارو
هو الشخصية الذكورية الاساسية في لعبتي بوكيمون سورد وشيلد وهو مدرب بوكيمون هدفه ان يفوز بدوري جالار للبوكيمون ويصبح بطل للبوكيمون ويحقق حلمه بأن يصبح بوكيمون ماستر في المستقبل
جلوريا ユウリ يوري
هي الشخصية الانثوية الاساسية في لعبتي بوكيمون سورد وشيلد وهي مدربة بوكيمون هدفها ان تفوز بدوري جالار للبوكيمون وتصبح بطل للبوكيمون يوما ما وذلك لتحقق حلمها بأن تصبح بوكيمون ماستر في المستقبل
الي جانب يوري وماسارو الذان يسافر حول منطقة جالار سيظهر في هذه اللعبة عدة شخصيات قد تظهر بشكل رئيسي في الانمي القادم

### 2 - قادة الصالات
- أليستر オニオン باليابانية: اونيون

هو قائد احدي الصالات الرياضية في لعبة بوكيمون شيلد ومتخصص في البوكيمونات الشبحية وبوكيمونه المفضل هو ميميكو يبدو بكونه فتي مخيف بحيث ياخذ مكان بيا وهو لاعب حصري في لعبة بوكيمون شيلد
- بيا サイトウ باليابانية سايتو

هي قائدة احدي الصالات الرياضية في لعبة بوكيمون سورد ومتخصصة في البوكيمونات المقاتلة وبوكيمونها المفضل هو بوكيمون جديد كابوويرا تظهر في زي رياضي وعلي الشورت الخاص بها الرقم 193 وتأخذ مكان اليستر هو لاعبة حصرية في لعبة بوكيمون سورد
- نيسا ルリナ باليابانية لولينا

هي قائدة احدي الصالات الرياضية في لعبتي بوكيمون سورد وشيلد ومتخصصة في البوكيمونات المائية وبوكيمونها المفضل هو كاجيراجيم (ولديها قوة الديناماكس) وتظهر في زي السباحة المكون من قطعتين علي الشورت الخاص بها رقم 049.
- ميلو ヤロー باليابانية يارو

هي قائدة احدي الصالات الرياضية في لعبتي بوكيمون سورد وشيلد ومتخصصة في البوكيمونات العشبية وبوكيمونها المفضل هو بوكيمون جديد يسمي واتاشيراجا (ولديها قوة الديناماكس) وتبدو انها تردي زي المزارعة يظهر علي الشورت الخاص بها رقم 831

### 3 -المنافسين
- هوب ホップ هوب

هو مدرب بوكيمون ويعد جار الشخصية الرئيسية هدفه تحقيق لقب البطل مثل اخيه الأكبر ليون
- بيدي ビート باليابانية بيتو

هو مدرب بوكيمون فخور بنفسه للغاية وهدفه الفوز بدوري جالار للبوكيمون عن طريق جمع الشارات وبوكيمونه المفضل دابو ران ويلقي دعم من السيد روز مدير دوري جالار.
- مارني マリィ ماري

هي مدربة بوكيمون وهدفها الفوز بدوري جالار للبوكيمون عن طريق جمع الشارات تظهر بانها فتاة هادئة ويرافقها مشجعين يدعون بفريق الصراخ وتبدو بسيطة في ملابسها وبوكيمونها المفضل يدعي موريبوكو
- سونيا ソニア سونيا

هي مدربة بوكيمون هدفها الفوز بدوري جالار للبوكيمون عن طريق جمع الشارات وهي صديقة البطل ليون منذ الطفولة وهي حفيدة البروفيسورة مانغوليا ولديها حب شديد للبوكيمونات
- ليون ダンデ داندي

هو بطل دوري جالار للبوكيمونات ويظهر في لعبتي بوكيمون شيلد وسورد وهو شقيق هوب الأكبر وبوكيمونه من نوع التنين لايزاردون
- فريق الصياح エ ー ル 団 يال دان

هم فريق من الاشرار هدفهم عرقلة ومنع كل منافسي مارني من الفوز بتحدي الصالات الرياضية عن طريق سرقة وسائل النقل ويقامون بالصراخ اثناء النزال كي يجعلوا أي لاعب يواجه مارني يفقد تركيزه

### 4 - شخصيات ثانوية
- رئيس دوري جالار للبوكيمون روز ロ ー ズ باليابانية: لوزو

هو رئيسي دوري جالار وكان الداعم الأول لليون للفوز بالدوري واصبح يدعم شخصية بيتو للفوز بالدوري
- البروفيسورة ماغنوليا マグノリア博士 باليابانية دكتور ماغنوليا

هي البروفيسورة المحلية التي مهمتها تقديم البوكيمون الأولي للاعبين وتعد جدة سونيا وتحب البوكيمونات جداً واخترعت الجهاز الذي يطور من قوة البوكيمونات برفقة اولينا
- اوليانا オリーヴ باليابانية اوليفو

هي سيكرتيرة الرئيس روز السابقة وهي التي اخترعت جهاز فرقة الديناماكس بالتعاون مع البروفيسورة ماغنوليا

## روابط خارجية
- الموقع الرسمي